# Battaglia dei Monti Lattari
La battaglia dei Monti Lattari, anche conosciuta come battaglia del Vesuvio, si svolse nell'ottobre 552 durante la guerra gotica. Fu combattuta fra il generale dell'Impero Romano d'Oriente Narsete e il re degli Ostrogoti Teia.

## Contesto storico
Nel luglio dello stesso anno la vittoria nella battaglia di Tagina, in cui morì il re degli Ostrogoti, Totila, aveva assicurato ai Bizantini il controllo di Roma e la possibilità di assediare Cuma. Gli Ostrogoti, intenzionati a continuare la resistenza, elessero allora a Pavia un nuovo re, Teia, mentre gli Imperiali si reimpadronivano di Narni, Perugia e Spoleto, giungendo infine ad assediare Roma. Grazie a una sortita di Dagisteo, i Bizantini riuscirono infine a costringere alla resa anche i Goti che ancora occupavano Roma. Qui si inserisce il celebre commento di Procopio, che mise in evidenza come la vittoria bizantina si rivelasse invece un'ulteriore disgrazia per gli abitanti di Roma: i barbari arruolati nelle file di Narsete si abbandonarono al saccheggio e al massacro, e lo stesso fecero i fuggitivi Ostrogoti mentre si apprestavano a fuggire dalla città; inoltre il nuovo re ostrogoto Teia, alla notizia della caduta della Città Eterna in mano imperiale, per rappresaglia fece giustiziare diversi figli di patrizi in sua mano.
Mentre i Bizantini si impadronivano anche di Porto e Petra Pertusa, Teia tentò senza successo di stringere un'alleanza con i Franchi. Narsete, nel frattempo, inviò truppe ad assediare Centumcellae e soprattutto Cuma, dove era custodito il tesoro degli Ostrogoti. Teia, allarmato, raccolse le truppe che aveva a disposizione e partì per la Campania, riuscendo ad eludere, con lunghissime giravolte, le truppe imperiali, condotte da Giovanni e Filemut, inviate da Narsete nella Tuscia per ostacolare la sua avanzata. Narsete, allora, richiamò Giovanni e Filemut e procedette alla volta della Campania, con l'intento di scontrarsi con gli Ostrogoti in una battaglia decisiva che avrebbe decretato le sorti della guerra.

## Battaglia
Accampatisi nei pressi del monte Vesuvio e della città di Nuceria Alfaterna (attualmente tra Nocera Inferiore, Nocera Superiore, Pagani, Angri e Sant'Antonio Abate), i due eserciti stettero per più di due mesi a stretta vicinanza tra loro, senza però scontrarsi perché separati dal fiume Draconte: per ovviare al problema, gli Ostrogoti avevano costruito baliste per colpire dall'alto i nemici, gli unici scontri che potessero avvenire erano quelli a distanza tra arcieri.
A cambiare la situazione fu l'intercettazione da parte degli imperiali della flottiglia ostrogota che, attraverso il fiume, riforniva l'esercito ostrogoto: ciò costrinse gli Ostrogoti a ripiegare sui Monti Lattari, dove speravano che l'impervietà del luogo li avrebbe protetti dal nemico; ben presto compresero l'errore commesso, trovandosi lassù privi di alimenti per sé stessi e per i cavalli. Non avendo altra scelta, gli Ostrogoti decisero quindi di affrontare in una disperata battaglia gli imperiali, scendendo dai monti e assalendoli.
Nella battaglia, combattuta nell'ottobre 552, gli Ostrogoti si batterono con coraggio mettendo in difficoltà gli imperiali, che, sorpresi dall'attacco improvviso, non erano ben schierati. In particolare, stando a quanto afferma Procopio, a segnalarsi per il suo valore fu Teia, il quale dovette subire i costanti attacchi da parte degli Imperiali, che ritenevano che una volta ucciso il re gli Ostrogoti si sarebbero arresi. Eppure, nonostante tanti gli si avventassero contro, alcuni tentando di ferirlo con lance, altri con frecce, il re riuscì per quasi tutto il primo giorno di battaglia a respingere tutti gli attacchi coprendosi con lo scudo, che cambiava spesso con scudi di riserva fornitigli dai suoi scudieri. Durante la terza parte del giorno, Teia, essendo diventato inutile lo scudo trafitto da dodici dardi, chiamò ad alta voce uno degli scudieri, senza muoversi, né senza dare agli assalitori modo di procedere oltre, e, difendendosi con audacia dagli attacchi nemici, uccise molti soldati romei con la mano destra, mentre con la mano sinistra si riparava con lo scudo dai colpi, mentre arrivava lo scudiero che gli cambiava lo scudo. In tutta questa accanita lotta in un'occasione gli rimase scoperto il petto, e proprio in quel momento fu trafitto da un dardo in un punto fatale, rimanendone ucciso. Parecchi Bizantini allora innalzarono sulla lancia la testa del re ostrogoto, mostrandolo ad entrambi gli eserciti, all'uno, il proprio, per incoraggiarlo a dare il meglio nella battaglia, all'altro per indurlo ad arrendersi, non essendo rimasta speranza.
Nonostante ciò, i Goti combatterono fino al giungere delle tenebre. Il giorno successivo, all'alba, ripresero a combattere ostinatamente per tutto il giorno, fino al calare delle tenebre, essendo tutti decisi a non cedere. Alla fine, Narsete ricevette alcuni nobili barbari che offrirono la resa e si sottomisero a Bisanzio. Teia fu l'ultimo re dei Goti.
La battaglia dei monti Lattari viene considerata da alcuni come una sorta di rivincita della battaglia di Adrianopoli, combattuta quasi due secoli prima, nella quale l'esercito romano orientale, intrappolato anch' esso, venne decimato e l'imperatore Valente ucciso.

## Conseguenze

### Reazioni immediate
Tuttavia la guerra non era ancora finita del tutto non solo perché alcune fortezze gote sparse per la penisola ancora resistevano ma anche perché i Franchi e gli Alamanni invasero la penisola nel 553-554 condotti dai loro capi Butilino e Leutari. Narsete ricevette la notizia dell'invasione franco-alemanna mentre era alle prese con l'assedio di Cuma, e replicò lasciando una piccola parte dell'esercito a continuare l'assedio della città campana, mentre egli con il grosso dell'esercito si diresse verso nord non solo per respingere la nuova minaccia ma anche per sottomettere le fortezze gote che ancora resistevano nella Tuscia. La sottomissione della Tuscia fu raggiunta senza incontrare resistenza, fatta eccezione per la fortezza di Lucca, che continuava a resistere sperando nel soccorso franco-alamanno. Lucca si arrese a dicembre, dopo tre mesi di assedio, mentre quasi contemporaneamente nel mezzogiorno anche Cuma capitolò.
Le misure prese da Narsete non furono però sufficienti per arginare l'invasione franco-alamanna che si spinse fino allo stretto di Messina, saccheggiando le zone invase e massacrando la popolazione. Mentre l'esercito di Leutari decise di ritornare con il bottino nella Venezia franca, venendo decimato anche da un'epidemia, quello di Butilino al contrario non era disposto ad abbandonare la zona invasa, essendo il loro capo desideroso di governare l'Italia come re dei Goti dopo aver cacciato i Bizantini. Posto l'accampamento a Capua, Butilino decise di affrontare in una battaglia decisiva Narsete: i due eserciti si scontrarono dunque nella battaglia del Volturno in cui ebbe la meglio Narsete che distrusse l'esercito franco costringendolo al ritiro. Questa vittoria, che pose fine alle grandi operazioni militari della guerra gotica, venne celebrata da Narsete a Roma.
Alcune città rimanevano tuttavia ancora in mano gota e franca. Deciso a conquistarle, Narsete si diresse in direzione di Conza, ultima fortezza a sud del Po ancora in mano gota, per assediarla: nonostante la strenua resistenza della guarnigione gota, essa fu costretta a capitolare nel 555. Negli anni successivi Narsete procedette alla sottomissione delle restanti fortezze a nord del Po ancora in mano gota e franca: queste campagne, iniziate probabilmente nel 556, portarono a buoni risultati, e nel 559 Milano e gran parte delle Venezie erano di nuovo in mano imperiale. Rimanevano però alcune sacche di resistenza, come Brescia e Verona, che continuavano a resistere, molto probabilmente sotto la guida del goto Widin, che nella sua rivolta aveva ricevuto il sostegno del comandante dell'esercito franco nelle Venezie, Amingo; Narsete riuscì comunque ad annientare in battaglia sia Widin che Amingo, portando alla cacciata dei Franchi dal Nord Italia e alla caduta di Verona e Brescia (561/562), con cui la guerra poteva dirsi definitivamente conclusa.

### Impatto con la storia

L'Italia nel 572.

La conquista di alcune regioni italiane risultò essere effimera per i Bizantini, mentre il dominio di altre si protrasse per alcuni secoli. Stando a ciò che scrive Paolo Diacono, dissensi fra Narsete e il nuovo imperatore Giustino II (oppure, come indica Paolo Diacono con ironia, le continue contumelie dell'imperatrice Sofia), spinsero Narsete a chiamare in Italia il re dei Longobardi Alboino. Tali asserzioni sono prive di fondamento storico. Gli storici moderni ritengono più probabile che i Longobardi abbiano invaso l'Italia piuttosto perché pressati dall'espansionismo degli Avari. Altri studiosi invece, nel tentativo di rendere più credibile la leggenda dell'invito di Narsete, hanno congetturato che i Longobardi potrebbero essere stati invitati in Italia dal governo bizantino con l'intenzione di utilizzarli come foederati per contenere eventuali attacchi franchi, ma le loro asserzioni non sono verificabili e universalmente condivise. Secondo la tradizione riportata da Paolo Diacono, il giorno di Pasqua del 568 Alboino entrò in Italia. Sono state avanzate varie ipotesi sui motivi per cui Bisanzio non ebbe la forza di reagire all'invasione:
- la scarsità delle truppe italo-bizantine
- la mancanza di un generale talentuoso dopo la rimozione di Narsete
- il probabile tradimento dei Goti presenti nelle guarnigioni che, secondo alcune ipotesi, avrebbero aperto le porte ai Longobardi
- l'alienazione delle genti locali per la politica religiosa di Bisanzio
- la possibilità che potrebbero essere stati i Bizantini stessi a invitare i Longobardi nel Nord Italia per utilizzarli come foederati
- una pestilenza seguita da una carestia aveva indebolito l'esercito italo-bizantino
- la prudenza dell'esercito bizantino che in genere, invece di affrontare subito gli invasori con il rischio di farsi distruggere l'esercito, attendeva che si ritirassero con il loro bottino e solo in caso di necessità interveniva.

Così negli anni settanta del secolo i Longobardi posero la loro capitale a Pavia e dilagarono anche nel centro e nel sud, così che due terzi della penisola caddero in mano longobarda e solo la restante frazione rimase in mano imperiale. Per arginare l'invasione longobarda l'imperatore Maurizio prese nuovi provvedimenti nell'Italia bizantina, decidendo di sopprimere la prefettura del pretorio d'Italia, sostituendola con l'esarcato d'Italia, governato dall'esarca, la massima autorità civile e militare della nuova istituzione. La carica di prefetto d'Italia non venne abolita fino ad almeno a metà del VII secolo anche se divenne subordinata all'esarca. Il primo riferimento nelle fonti dell'epoca all'esarcato e all'esarca si ha nel 584 in una lettera di Papa Pelagio II in cui si menziona per la prima volta un esarca (forse il patrizio Decio citato nella medesima lettera). Secondo storici moderni l'esarcato, all'epoca della lettera (584), doveva essere stato istituito da poco tempo. I confini dell'Esarcato d'Italia non furono mai definiti dato l'incessante stato di guerra tra bizantini e Longobardi.
Grazie alla riforma mauriziana, Roma e parte del Lazio, Venezia, Ravenna e la Romagna, la Sicilia e la Sardegna resteranno in mano bizantina per altri due secoli e vaste zone costiere dell'Italia del sud faranno parte dell'Impero romano d'Oriente (comunemente definito Impero bizantino), fino alla conquista normanna (XI secolo).